# Open international de Toulouse
L'open international de Toulouse était un tournoi de golf qui s'est tenu chaque année de 2000 à 2012. Inscrit au calendrier du circuit européen de l'Alps Tour en 2001, il a rejoint en 2003 le Challenge Tour, la deuxième division européenne. Après des débuts au golf de Palmola, il avait lieu au golf de Toulouse-Seilh, à Seilh.

## Palmarès
| Édition | Année | Date                     | Lieu                   | Dotation  | Vainqueur        | Score       |
| ------- | ----- | ------------------------ | ---------------------- | --------- | ---------------- | ----------- |
| 13e     | 2012  | 20-23 septembre          | Golf de Toulouse-Seilh | 160 000 € | Julien Brun (a)  | 271 (-13)   |
| 12e     | 2011  | 22-25 septembre          | Golf de Toulouse-Seilh | 160 000 € | Sam Little       | 268 (-16)   |
| 11e     | 2010  | 7-10 octobre             | Golf de Toulouse-Seilh | 150 000 € | Bernd Wiesberger | 275 (-9)    |
| 10e     | 2009  | 8-11 octobre             | Golf de Toulouse-Seilh | 150 000 € | John Parry       | 267 (-21)   |
| 9e      | 2008  | 2-5 octobre              | Golf de Toulouse-Seilh | 140 000 € | Richie Ramsay    | 269 (-19)   |
| 8e      | 2007  | 10-13 mai                | Golf de Toulouse-Seilh | 130 000 € | Joost Luiten     | 271 (-17)   |
| 7e      | 2006  | 5-8 octobre              | Golf de Toulouse-Seilh | 120 000 € | Julien Foret     | 274 (-14) * |
| 6e      | 2005  | 29 septembre-2 octobre   | Golf de Palmola        | 115 000 € | Brad Sutterfield | 271 (-17)   |
| 5e      | 2004  | 23-26 septembre          | Golf de Palmola        | 110 000 € | Marc Cayeux      | 276 (-12) * |
| 4e      | 2003  | 2-5 octobre              | Golf de Palmola        | 110 000 € | Scott Drummond   | 269 (-19) * |
| 3e      | 2002  | 26-29 septembre          | Golf de Palmola        | 50 000 €  | Julien Van Hauwe | 270 (-18)   |
| 2e      | 2001  | 27-30 septembre          | Golf de Palmola        |           | Roger Sabarros   | 273 (-15)   |
| 1e      | 2000  | 28 septembre-1er octobre | Golf de Palmola        |           | Lionel Alexandre | 269 (-19)   |

(*) Victoire en play-off. En 2006 Julien Foret (France) bat Steve Webster (Angleterre). En 2004 Marc Cayeux (Zimbabwe) bat David Drysdale (Écosse). En 2003 Scott Drummond (Écosse) bat Alexandre Balicki (France) et Mark Mouland (Pays de Galles).